# Jan Hus
Jan Hus (ur. w 1370 w Husincu, zm. 6 lipca 1415 w Konstancji) – czeski duchowny i bohater narodowy, filozof, reformator Kościoła, prekursor protestantyzmu, rektor Uniwersytetu Karola w Pradze. Działalność Husa, inspirowana myślą Johna Wycliffe’a, była zapowiedzią podobnego wystąpienia Marcina Lutra sto lat później.
Hus przyczynił się do kodyfikacji literackiego języka czeskiego. Przypisuje mu się autorstwo traktatu De Ortografia Bohemica, w którym wyłożone zostały m.in. zasady użycia znaków diakrytycznych. Jego aktywność pisarska przyczyniła się do rozkwitu polemicznej literatury czeskiej, dzięki czemu język czeski stał się w XV wieku najbardziej rozwiniętym językiem słowiańskim. Niektóre elementy czeskiej (husyckiej) pisowni przeniknęły do ortografii polskiej.
Kościoły protestanckie uznają Jana Husa za bohatera wiary i męczennika. W kościołach anglikańskich jest on uznawany za świętego. Luteranie i anglikanie wspominają życie Jana Husa 6 lipca, nawiązując do spalenia go żywcem na stosie 6 lipca 1415 roku.
Także niektóre spośród nieprotestanckich wspólnot chrześcijańskich uznają Jana Husa za świętego męczennika. Wśród nich są Kościół Starokatolicki w Czechach, Kościół Starokatolicki Mariawitów, Kościół Katolicki Mariawitów i Reformowany Kościół Katolicki w Polsce.
Dla Czechów Hus jest częścią panteonu narodowego. Stojąc w jednym rzędzie z księciem Wacławem, cesarzem Karolem IV i prezydentem Tomášem Masarykiem, jest jedną z najważniejszych postaci czeskiej historii.

## Życiorys

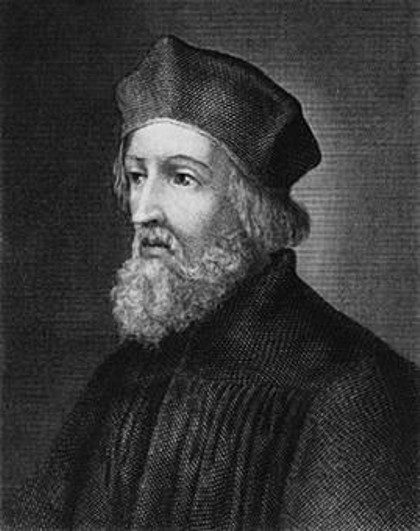
Jan Hus

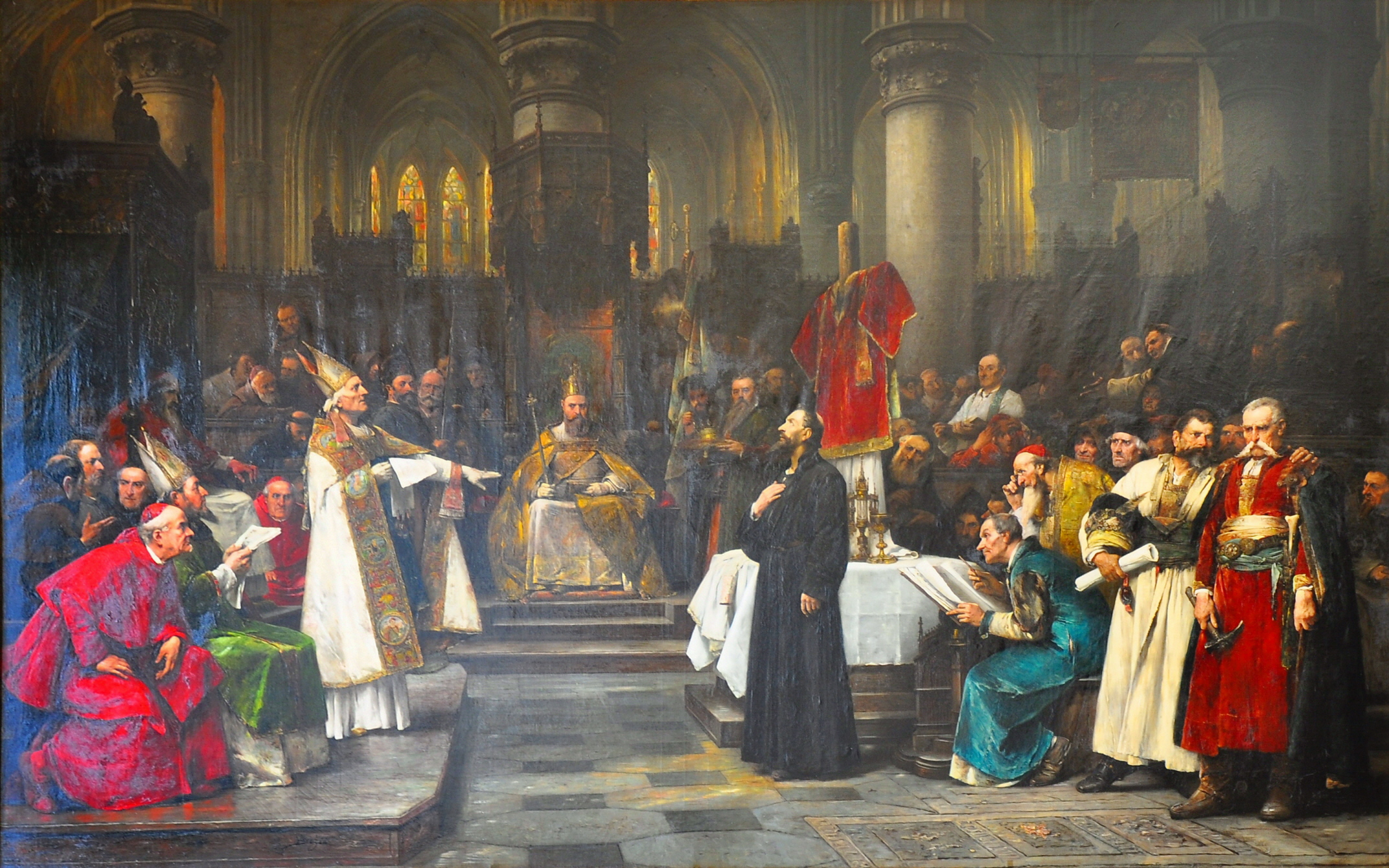
Jan Hus na soborze w Konstancji (obraz Václava Brožíka, 1883)

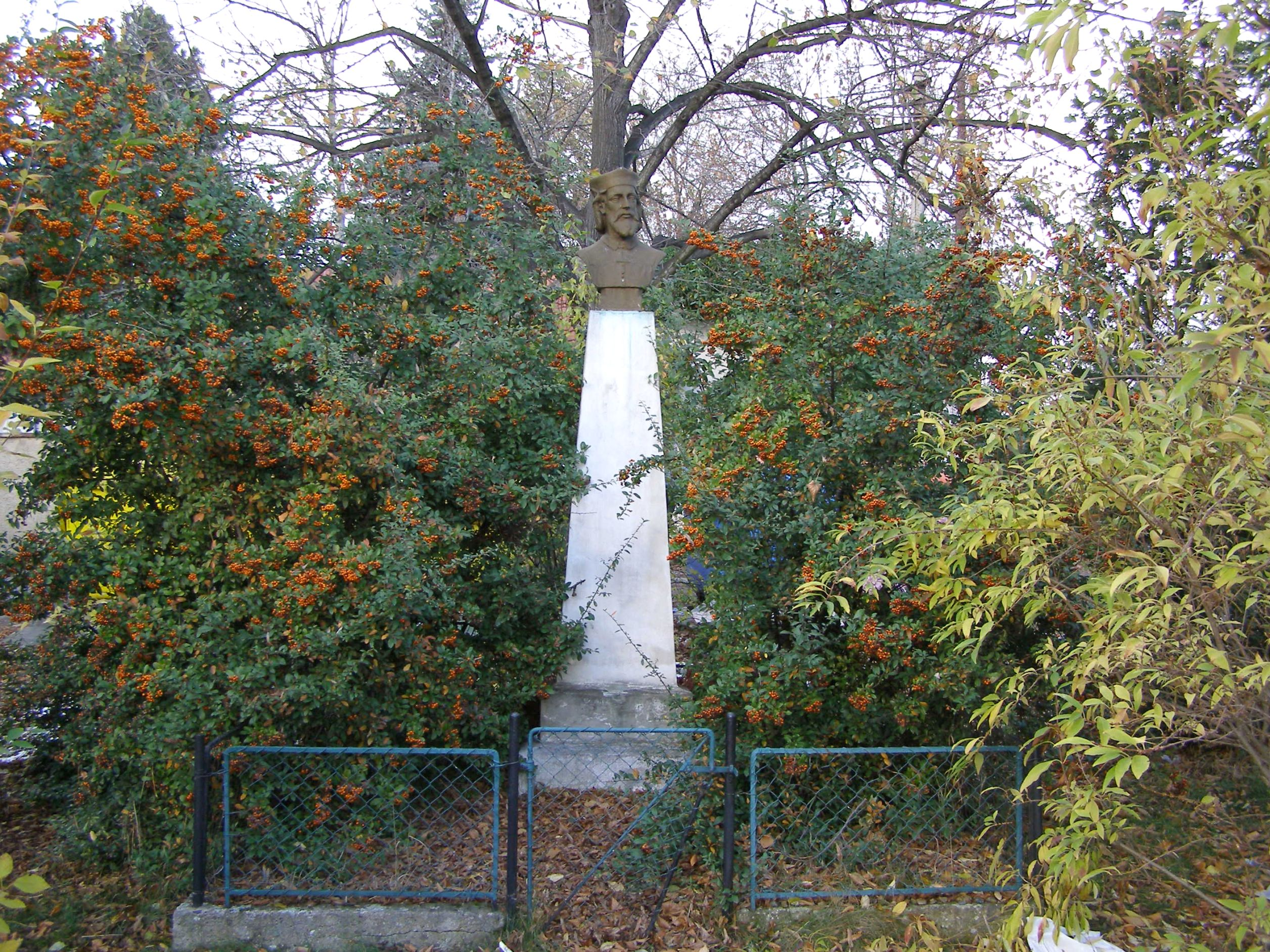
Pomnik Mistrza Jana Husa w Zdibach

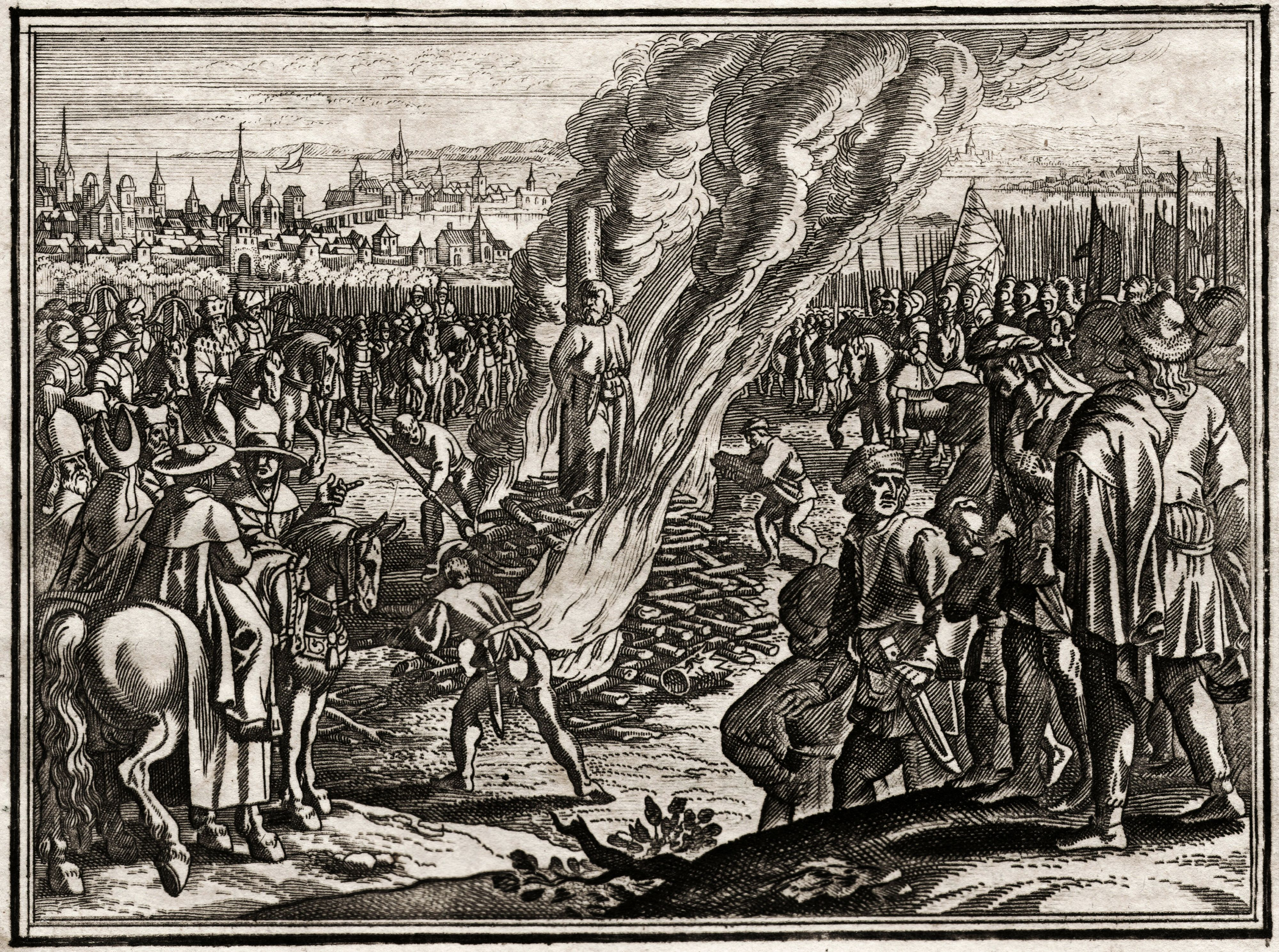
Spalenie Jana Husa według Historische Chronica... Matthäusa Meriana, wydanej we Frankfurcie nad Menem w 1630 roku

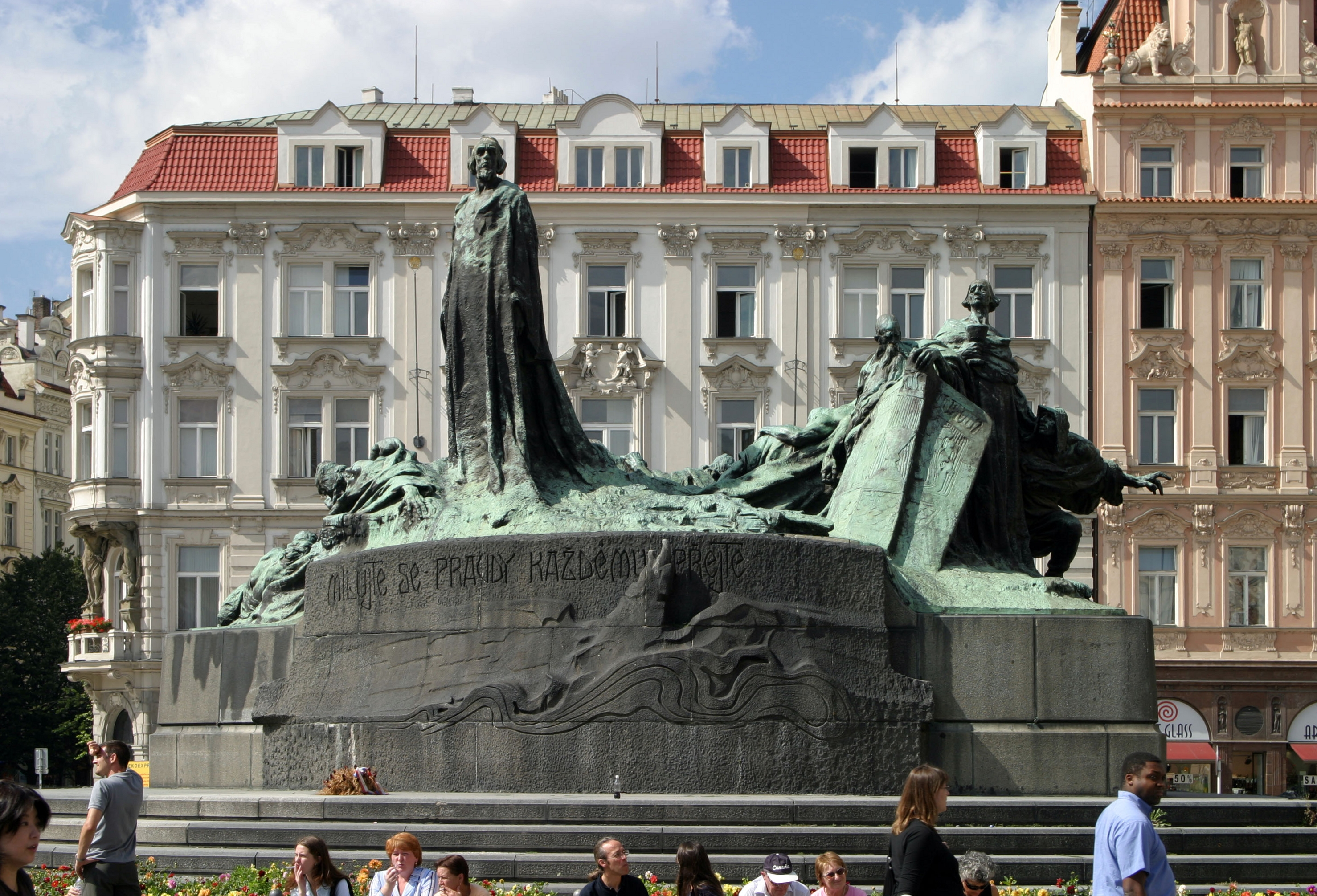
Pomnik Jana Husa na Rynku Staromiejskim w Pradze

Urodził się w 1370 roku w Husincu. Pierwsze nauki pobierał w szkole parafialnej, a następnie został wysłany na studia na Uniwersytecie Praskim. W 1393 roku uzyskał bakalaureat ze sztuk wyzwolonych, a rok później z teologii. W 1398 roku został profesorem, dzięki czemu trzy lata później objął funkcję dziekana wydziału filozofii. Również w 1401 roku przyjął święcenia kapłańskie i został kaznodzieją w Kaplicy Betlejemskiej. Od października 1402 do kwietnia 1403 pełnił funkcję rektora uniwersytetu. Podczas studiów zapoznał się z poglądami Macieja z Janowa i Johna Wycliffe’a i sam zaczął je popierać. W swoich kazaniach nawoływał do reformy Kościoła poprzez ukrócenie nadmiernych przywilejów i bogactwa duchownych, likwidacji symonii i powrót do ewangelicznego ubóstwa (co opisał w dziele „De Ecclesia”). Krytykował także zwierzchność papieża nad władzą świecką i jego prymat – uważał, że właściwą głową Kościoła jest Chrystus. Za największe zagrożenie uważał symonię, lecz twierdził, że jedynie władca świecki i szeregowe duchowieństwo jest w stanie się temu przeciwstawić. Nie podważał natomiast dogmatu eucharystycznego, twierdzącego, że w konsekrowanej Hostii znajduje się Ciało i Krew Jezusa. Jednak uważał, że po konsekracji Hostia jest chlebem oraz Ciałem Chrystusa (opisał to w dziele „De corpore Christi”), przez co ściągnął na siebie gniew arcybiskupa Pragi, który twierdził, że po konsekracji Hostia jest wyłącznie Ciałem Chrystusa.
Podjął także wysiłek kodyfikacji języka czeskiego. Na uniwersytecie posługiwał się łaciną, jednak kazania głosił po czesku, a także ułożył czeskie pieśni adwentowe i wielkanocne: „Przybądź Jezu, prosimy Cię”, „Jezu Chryste szczodry książę”, „Powstał Bóg z martwych”, „Jezus Chrystus nasze zbawienie”, „Nie będziesz mieć Bogów innych”, „Po śmierci zobaczymy Pana” i „Królu sławny, Chryste dobry”. W 1406 roku wydał dzieło „Ortographia bohemica” (cz. Abeceda), w którym zawarł reguły diakrytyczne liter, a następnie dokonał korekty czeskiej wersji Nowego Testamentu.
Początkowo kazania Husa były odbierane pozytywnie, zarówno przez króla Wacława IV, jak i arcybiskupa praskiego Zbynka z Hasenburka. Z nominacji tego ostatniego, Jan został wysłany do zbadania rzekomych cudów w Villsnack, gdzie Hostie miały mieć ślady krwi Jezusa. Po zbadaniu sytuacji, stwierdził, że jest to mistyfikacja i zabronił pielgrzymować do tego miejsca. W 1407 roku relacje ze Zbynkiem znacznie się pogorszyły, ponieważ Hus wystąpił w obronie Stanislava ze Znojma, a także skrytykował niemoralne życie duchowieństwa. Rok później odbyła się publiczna dyskusja, przygotowująca do soboru w Pizie, w której miano zdecydować o potępieniu dzieł Wycliffe’a. Husowi i jego zwolennikom znacznie ograniczano swobodę wypowiedzi. Nadto, król Wacław IV, potrzebujący wsparcia uniwersytetu (poprzez wydanie dekretu kutnohorskiego), chciał zakończenia schizmy zachodniej poprzez obalenie papieża Grzegorza XII i antypapieża Benedykta XIII. Hus popierał jego plany, czym ściągnął na siebie gniew Zbynka z Hasenburka, który zagroził mu odebraniem Kaplicy Betlejemskiej. Sobór pizański pogłębił kryzys, gdyż wybrał nowego antypapieża Aleksandra V, po którego stronie opowiedzieli się Czesi. Aleksander powołał komisję do spraw zbadania herezji Wycliffe’a w Czechach, co wywołało gwałtowny sprzeciw króla. Komisja orzekła, że nauki Anglika są sprzeczne z doktryną Kościoła i wszystkie księgi powinny zostać spalone, a kazania na jego temat zakazane. Pracownicy uniwersytetu oraz Hus i jego zwolennicy zaprotestowali i odwołali się od tej decyzji najpierw do arcybiskupa, a potem do antypapieża Jana XXIII. 16 lipca 1410 roku Zbyněk postanowił publicznie spalić książki, a dwa dni później rzucił klątwę na Husa. Wobec tego, Wacław IV nakazał wypłacenie ze skarbca biskupiego odszkodowania za spalone księgi. Krótko potem do Czech przybyli wysłannicy papiescy i para królewska, zwróciła się do nich o opinię. Legaci odrzucili nauki Husa, oskarżyli Królestwo o herezję i nakazało kaznodziei udać się do papieża, aby tam oczyścić się z zarzutów. Król odesłał urzędników i napisał list do papieża, potępiający ich działanie, prosząc by wysłał kompetentnych wysłanników oraz by Hus nie musiał wyjeżdżać z Czech w obawie o jego bezpieczeństwo.
Antypapież Jan wyznaczył komisję, której przewodniczył kardynał obediencji pizańskiej Francesco Zabarella. Ponieważ komisja zwlekała z wydaniem wyroku, 14 kwietnia 1411 roku Zbyněk z Hasenburka polecił ogłosić obłożenie anatemą Husa we wszystkich kościołach w Pradze. Dodatkowo, aby zniechęcić prażan do kaznodziei, zakazał udzielać sakramentów. Wobec tego król postanowił zarekwirować kasę kościelną. Ze względu na to, że nowy król niemiecki Zygmunt Luksemburski pogodził się ze swoim przyrodnim bratem Wacławem IV, arcybiskup wycofał się z części oskarżeń i cofnął klątwę. Rok później została ogłoszona bulla, która pozwalała sprzedawać odpusty, celem zbiórki środków na wyprawę przeciwko królowi Neapolu Władysławowi I. Hus ostro skrytykował ten pomysł i zorganizował manifestację na uniwersytecie. Oprócz tego, kwestia odpustów pojawiała się także na kazaniach. Po pewnym incydencie, gdy trzech zwolenników Husa, Marcin, Staszek i Janek zostali skazani na śmierć, kaznodzieja udał się do ratusza i wziął całą winę na siebie, aby uchronić skazanych przed wyrokiem. Mimo próśb, młodzieńcy zostali uśmierceni. Wskutek tego opuścił Pragę i powrócił w sierpniu 1412 roku. Wkrótce potem antypapież Jan rzucił następną klątwę na Husa i zapowiedział, że w ciągu 20 dni ma się oczyścić, bo w przeciwnym razie w Pradze nie będzie się udzielać sakramentów. W grudniu Jan opuścił Pragę i przebywał na Kozim Hradku, a potem na Krakovci.
W lutym 1413 roku zebrał się synod, na którym strona teologiczna i husyci byli reprezentowani przez znanych teologów. Ponieważ nie udało się wypracować kompromisu, powołano specjalną komisję, w skład której wchodzili m.in. dawni zwolennicy Husa Štěpán z Pálče i Stanislav ze Znojma (obaj porzucili jego nauki i stali się jego wrogami) oraz zwolennik oskarżonego Jan z Jesenice. Komisja nie osiągnęła jednak porozumienia, wobec czego król ją rozwiązał. W tym samym roku, do Husa dotarła wiadomość od Zygmunta Luksemburskiego o nakazie stawienia się na nowym soborze. 11 października wyruszył do Konstancji, a tydzień później otrzymał od króla Zygmunta list żelazny. 5 listopada przybył do miasta, a cztery dni później, ze względu na liczne prośby, anatema została zawieszona. 28 listopada został wezwany na przesłuchanie, które dotyczyło transsubstancjacji i boskiej natury Jezusa. Poskutkowało to zamknięciem Husa w dominikańskim klasztorze. Tam miała go przesłuchać papieska komisja, jednak w grudniu zachorował i przesłuchanie trzeba było odłożyć o dwa miesiące. Gdy komisja skończyła przesłuchanie, spośród 42 zarzutów o herezję, w mocy utrzymała 10.
Ponieważ w trakcie soboru dwóch papieży abdykowało Hus został więźniem cesarza. Zygmunt, pomimo nalegań ze strony czeskiej szlachty, oddał go pod władzę biskupa Konstancji. W międzyczasie powołano kolejną komisję do spraw zbadania nauk Wycliffe’a i Husa, w której zasiadali m.in.: Jan Gerson i Pierre d’Ailly. Tuż przed przesłuchaniem 5 czerwca 1415 roku, lektor Oldřich odkrył podpisany zawczasu wyrok na Husa. Dwa dni później odbyło się drugie przesłuchanie dotyczące transsubstancjacji, w którym Hus zdecydowanie odciął się od nauk Wycliffe’a. Ostatnie przesłuchanie odbyło się 8 czerwca, gdzie omawiano kwestię prymatu papieża i jego zwierzchności nad władzą świecką. Jan powtórzył swój pogląd, że to cesarz i królowie powinni mieć prawo do kontroli duchowieństwa. Komisja po naradzie przedstawiła dwa wyjścia: albo odwoła swoje tezy, albo zda się na wyrok soboru. Kaznodzieja postanowił bronić swoich przekonań, pomimo rad Zygmunta, by tego nie robił. 18 czerwca władze soboru przedstawiły mu ostateczne ultimatum, aby odwołał swoje tezy bądź poddał się karze. 1 lipca Hus przesłał odpowiedź odmowną. Cztery dni później sobór złagodził nieco stanowisko i nakazał odwołanie tylko części tez (pozostałe Hus uważał ze niesłusznie mu przypisane przez przeciwników), jednak Jan ponownie odmówił. 6 lipca odczytano wyrok, w którym oficjalnie potępiono jego tezy, a jego księgi uznano za heretyckie. Podjęto decyzję o pozbawieniu go stanu duchownego, na głowę założono mu koronę z wizerunkiem trzech diabłów i wydano wyrok śmierci. Następnie Hus został wyprowadzony poza bramy miasta, gdzie miał zostać spalony na stosie. Przed śmiercią odmówił wyspowiadania się, twierdząc, że nie ma grzechów ciężkich. Został obnażony z szat i po raz kolejny poproszony o odwołanie swoich nauk, co pozwoli mu zachować życie. Ten ponownie odmówił, wobec czego kat wykonał wyrok i spalił kaznodzieję, który podczas płonięcia śpiewał pieśni religijne. Po jego śmierci pal ze szczątkami został obalony na ziemię, a strażnicy ponownie je podpalili, zaś kości i czaszkę rozbili kijami i następnie wrzucili do Renu.

## Reakcja Czechów
W następstwie spalenia na stosie Jana Husa wybuchło powstanie w Pradze, które ogarnęło całe Czechy i stało się początkiem wojen husyckich.
Ukształtował się również w Czechach odrębny Kościół husycki (mimo iż nie było to bezpośrednim zamiarem Husa), który udzielał wiernym komunii pod dwiema postaciami i który uznał Husa i Hieronima z Pragi za męczenników, a następnie stopniowo stworzył doktrynę podobną do późniejszego kalwinizmu. Wyznawcy tego Kościoła to znani w Polsce, Niemczech i wielu innych krajach bracia czescy (znani później jako bracia morawscy). Kościół husycki odrodził się w Czechosłowacji w 1920, a wspólnoty braci morawskich istnieją w wielu krajach świata. Trwałym skutkiem epoki wojen religijnych pozostał na ogół niechętny stosunek Czechów do Kościoła rzymskokatolickiego.
Na Rynku Staromiejskim w Pradze wzniesiono w 1915 roku Pomnik Husa (dzieło Ladislava Šalouna) w pięćsetną rocznicę jego śmierci. Rocznica spalenia Husa (6 lipca) jest w Czechach świętem państwowym i dniem wolnym od pracy.
Janowi Husowi przypisuje się powiedzenie: O, sancta simplicitas – O, święta naiwności – ponoć wypowiedziane przez niego na stosie, a odnoszące się do starej kobiety, która pobożnie pomagała podkładać chrust pod jego stos. Używał też często zaczerpniętego z 3 Księgi Ezdrasza (3,12) zdania Veritas omnia vincit (prawda wszystko zwycięży), które dostało się w skróconej formie na flagę czechosłowackich oraz czeskich prezydentów.